# 凌振宮
凌振宮位於台灣台北市木柵路，為主祀五府千歲之道教廟宇。該建物興建於1978年，今為位於台北文山區之仿古廟宇建築。另外，該廟宇的組織型態為管理委員會制，祭典日期則是每年農曆之四月廿六日、四月廿七日、六月十八日、八月十五日、九月十五日。